# Nico Williams
Nicholas „Nico” Williams Arthuer (ur. 12 lipca 2002 w Pampelunie) – hiszpański piłkarz, występujący na pozycji napastnika w hiszpańskim klubie Athletic Bilbao oraz w reprezentacji Hiszpanii. Zwycięzca Mistrzostw Europy 2024. Uczestnik Mistrzostw Świata 2022.

## Kariera klubowa
W 2012 dołączył do akademii CA Osasuny, skąd w 2013 przeniósł się do Athletic Bilbao. Karierę seniorską rozpoczął w filli Athleticu, CD Baskonii. W pierwszym zespole zadebiutował 28 kwietnia 2021 w zremisowanym 2:2 meczu Primera División z Realem Valladolid. 6 stycznia 2022 w meczu Pucharu Króla z Atlético Mancha Real (2:0) zanotował dwa pierwsze trafienia dla baskijskiego klubu. 11 września zdobył swoją pierwszą bramkę w lidze hiszpańskiej, pokonując bramkarza Elche CF Édgara Badíę.

## Kariera reprezentacyjna
Williams był reprezentantem Hiszpanii U-18 oraz U-21.
24 września 2021 zadebiutował w seniorskiej reprezentacji Hiszpanii w meczu Ligi Narodów UEFA z reprezentacją Szwajcarii (1:2). Pierwszą bramkę dla reprezentacji strzelił 17 listopada 2022 w towarzyskim meczu z Jordanią (3:1). 14 lipca 2024 w finale Mistrzostw Europy 2024 przeciwko Anglii otworzył wynik spotkania w 47' minucie gdzie Hiszpania zwyciężyła 2:1 zapewniając czwarty tytuł Mistrza Europy dla Hiszpanii.

## Statystyki

### Klubowe
(aktualne na koniec sezonu 2022/2023)
| Klub               | Sezon              | Liga               | Liga  | Liga   | Puchar Króla | Puchar Króla | Inne  | Inne   | Suma  | Suma   |   |
| Klub               | Sezon              | Liga               | Mecze | Bramki | Mecze        | Bramki       | Mecze | Bramki | Mecze | Bramki |   |
| ------------------ | ------------------ | ------------------ | ----- | ------ | ------------ | ------------ | ----- | ------ | ----- | ------ | - |
| CD Baskonia        | 2019/2020          | Tercera División   | 3     | 0      | –            | –            | 1     | 0      | 4     | 0      |   |
| CD Baskonia        | Ogólnie            | Ogólnie            | 3     | 0      | 0            | 0            | 0     | 1      | 0     | 4      | 0 |
| Athletic Bilbao B  | 2020/2021          | Segunda División B | 24    | 9      | –            | –            | 2     | 0      | 26    | 9      |   |
| Athletic Bilbao B  | Ogólnie            | Ogólnie            | 24    | 9      | 0            | 0            | 0     | 2      | 0     | 26     | 9 |
| Athletic Bilbao    | 2020/2021          | Primera División   | 2     | 0      | 0            | 0            | 0     | 0      | 2     | 0      |   |
| Athletic Bilbao    | 2021/2022          | Primera División   | 34    | 0      | 4            | 2            | 2     | 1      | 40    | 3      |   |
| Athletic Bilbao    | 2022/2023          | Primera División   | 36    | 6      | 7            | 3            | –     | –      | 43    | 9      |   |
| Athletic Bilbao    | Ogólnie            | Ogólnie            | 72    | 6      | 11           | 5            | 2     | 1      | 85    | 12     |   |
| Ogólnie w karierze | Ogólnie w karierze | Ogólnie w karierze | 99    | 15     | 11           | 5            | 5     | 1      | 115   | 21     |   |

### Reprezentacyjne
(aktualne na 29 marca 2023)
| Reprezentacja | Rok     | Mecze | Bramki |
| ------------- | ------- | ----- | ------ |
| Hiszpania     |         |       |        |
| 2022          | 7       | 1     |        |
| 2023          | 1       | 0     |        |
| 2024          | 6       | 1     |        |
| Łącznie       | Łącznie | 8     | 1      |